# Mike Bartlett
Michael Bartlett, detto Mike (Oxford, 7 ottobre 1980), è un drammaturgo, sceneggiatore e produttore televisivo britannico.

## Biografia
Mike Bartlett è nato ad Oxford e ha studiato letteratura inglese e teatro all'Università di Leeds. Attivo come drammaturgo dal 2005, Mike Bartlett è noto soprattutto per la collaborazione con il Royal Court Theatre, in cui la sua pièce Cock debuttò nel 2009; l'opera ottenne recensioni molti positive e valse al Royal Court il Laurence Olivier Award al miglior contributo di un teatro affiliato.
Nel 2011 fece il suo debutto al National Theatre come autore di 13, mentre l'anno successivo curò l'adattamento teatrale di Momenti di gloria, debuttato all'Hampstead Theatre e poi portato in scena anche nel West End londinese. Nel 2014 la sua pièce King Charles III fece il suo debutto all'Almeida Theatre e fu poi riproposta al Wyndham's Theatre di Londra e a Broadway nel 2015; l'opera valse a Bartlett il Laurence Olivier Award alla migliore nuova opera teatrale e una candidatura al Tony Award alla migliore opera teatrale. Per la sua attività di sceneggiatore è stato candidato tre volte ai BAFTA, rispettivamente nel 2013, 2016 e 2018.
Barlett è sposato con la regista Clare Lizzimore.

## Teatrografia

### Opere teatrali originali
- The Love at Last – 2002
- Swimming for Beginners – 2002
- Why People Really Burn – 2003
- Silent Charities – 2005
- Comfort – 2005
- Stuff I Buried in a Small Town – 2006
- My Child – 2007
- Artefacts – 2008
- Contractions – 2008
- Cock – 2009
- Love, Love, Love – 2010
- Earthquakes in London – 2010
- 13 – 2011
- Bull – 2013
- An Intervention – 2014
- King Charles III – 2014
- Game – 2015
- Wild – 2016
- Albion – 2017
- Snowflake – 2018
- The 47th – 2022

### Adattamenti
- Chariots of Fire - dal film Momenti di gloria (2012)
- Medea - da Medea di Euripide (2011)
- Vassa - da Vassa Zheleznova di Maksim Gor'kij (2019)

## Filmografia parziale

### Sceneggiatore
- Doctor Foster - serie TV, 10 episodi (2015-2017)
- Doctor Who - serie TV, 10x4 (2017)
- King Charles III - film televisivo (2017)

### Produttore
- Doctor Foster - serie TV, 10 episodi (2015-2017)